# Семёнов, Митрофан Емельянович
Митрофа́н Емелья́нович Семёнов (1872 — 11 марта 1938) — член I Государственной думы от Могилевской губернии, крестьянин.

## Биография
Православный, крестьянин деревни Пырковщина Сенненского уезда.
Окончил народное училище. Отбывал воинскую повинность, вышел в запас старшим унтер-офицером. Занимался земледелием.
В 1906 году был избран в члены I Государственной думы от Могилевской губернии съездом уполномоченных от волостей. Входил в Трудовую группу. Выступал по аграрному вопросу.
После коллективизации был колхозником в колхозе «Красный пахарь». В 1938 году жил в деревне Белая Церковь Чашникского района Витебской области. Был арестован, обвинялся по статье 72 УК БССР — антисоветская агитация. 15 февраля 1938 года был приговорен тройкой к ВМН с конфискацией имущества. Расстрелян 11 марта 1938 года.